# 让·加尔菲翁
让·加尔菲翁（法語：Jean Galfione，1971年6月9日—），法国男子田径运动员，主攻撑杆跳高。他曾代表法国参加1992年、1996年和2000年夏季奥林匹克运动会田径比赛，获得一枚金牌。